# Alfabeto birmanês
Os birmaneses utilizam-se de caracteres próprios para transcrever a língua birmanesa falada, cuja área de utilização se estende até à fronteira sul da China e a região da Índia Oriental. Este povo adquiriu essa escrita de um povo denominado Mon depois de terem invadido o seu território em 1057. Essa civilização Mon desapareceu definitivamente em 1540 da era cristã.

## Alfabeto
A língua mon e a língua birmanesa atribuem aos caracteres sons fonéticos diferentes, sendo, porém, as duas escritas semelhantes, podendo qualquer das duas escritas servir para escrever ambas as línguas.
Segundo a tradição, o alfabeto birmanês é formado por caracteres arredondados (ca-lohn em Birmanês) pelo fato da escrita em tempos antigos era feita sobre folhas de Palmeira, pois linhas retas rasgariam as folhas.
Trata-se de um alfabeto silábico, no qual cada consoante já tem sua vogal inerente. Para indicar outros sons vogais, essas vogais são representadas ou por meio de diacríticos, que ficam sobre, abaixo, antes, depois ou em volta da consoante.
A língua é tonal, sendo os tons representados também por diacríticos. Os Tons principais são alto, baixo e gutural (vibrante). Há mais dois tons menos usados: reduzido e "parado".
Os caracteres se dividem em:
- 33 Consoantes
- 7 Vogais básicas (a, e, ε, i, o, u, ui), cuja representação varia se forem iniciais ou no meio da palavra; podem ser marcadas com os três tons.
- 9 Algarismos mais o "zero"
- 19 Rimas regulares - combinações das consoantes ñ, n, m, k, c, t, p, n° com as vogais a, i, o, u, ui

## Escrita

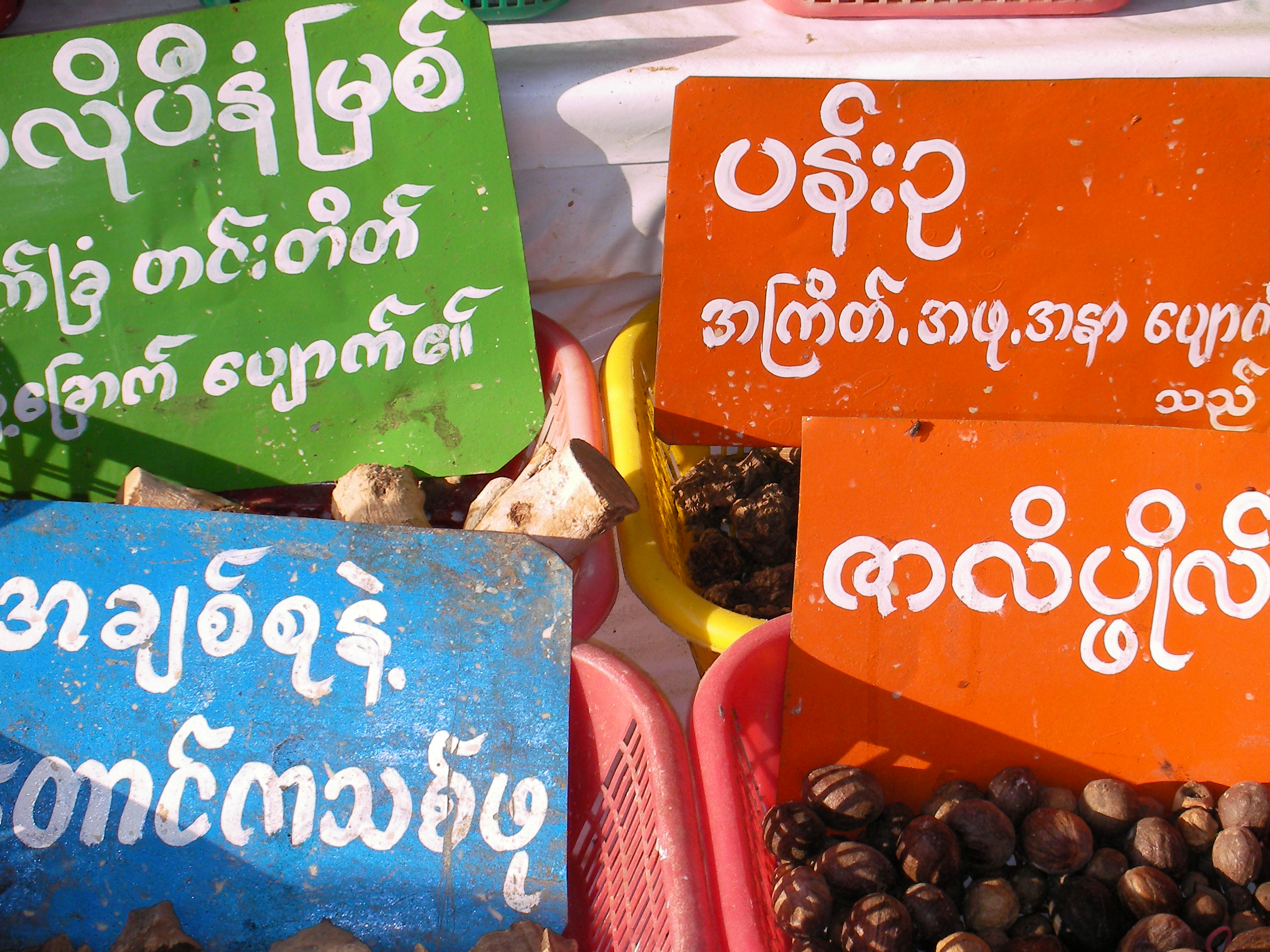
Amostra de vários estilos de escrita birmanesa

A língua Birmanesa pode ser considerada como dividida em três períodos caracterizados por mudanças ortográficas seguidas por ligeiras alterações de fonologia (Ex.: junção das mediais [-l-] e [-r-]), nem tanto por mudanças na gramática, a qual pouco variou com o tempo:
- Birmanês antigo - data do período entre o séculos XI e XVI, dos reinos dinásticos Pagan (Bagan) e Ava (Innwa).
- Birmanês médio  - dos séculos XVI ao XVIII, dinastias Taungoo até Konbaung.
- Birmanês moderno - da segunda metade do século XVIII (dinastia Konbaung) até hoje.

A língua escrita data do reinado do soberano Kyanzittha (1084-1113). A escrita Mon, que descende da escrita brami, foi adaptada com muitas mudanças para seguir a fonologia do birmanês e assim, seguir a língua falada. A primeira evidência do birmanês escrito é um conjunto de inscrições de 1113 na chamada Pedra de Myazedi, que contava uma estória sobre o rei Kyanzittha conforme narração de seu filho, Príncipe Yazakumar. As inscrições são em quatro línguas: birmanês, pyu,  mon e pali.
Durante a era do pagã, o som medial [-l-] (္လ) era um só transcrito no alfabeto, mas foi substituído pelas mediais [-j-] (ျ) e [-r-] (ြ) no birmanês moderno (Ex.: escola em birmanês antigo က္လောင် ([klɔŋ] e compara com o ကျောင်း ([tʃã́ũ]) do birmanês atual.
De forma similar, o birmanês escrito preservou todos os finais nasalizados ([-n, m, -ŋ]), que se mesclaram num único [-n] na língua falada. O [-ɲ] é uma exceção, pois, no birmanês falado, pode ser uma das muitas vogais abertas [i, e, ɛ]). Outras finais consonantes ([-s, -p, -t, -k]) se reduziram num único [-ʔ]. Outras junções de sons num único podem ser vistos também nas outras Línguas tibeto-birmanesas, como na língua de Shanghai e, em menor extensão no Cantonês.
Muito da ortografia do birmanês de hoje pode ter suas origens traçadas desde o birmanês medial, o qual tinha muitos sons finais. Os tons não haviam sido ainda padronizados até o século XVIII. No século XVIII e daí em diante, estudiosos de ortografia criaram indicadores da pronúncia e do soletrar para reformar a transcrição dos sons da língua birmanesa. Até então, havia muitas confusões e ambiguidades nos sons que se haviam mesclado. Durante o período colonial em que a Birmânia ficou como um domínio da Índia britânica, a pronúncia foi bem padronizada por dicionários e guias de pronúncia. A obra da maior autoridade em pronúncia birmanesa, Myanma Salonpaung Thatpon Kyan မြန်မာစာလုံးပေါင်းသတ်ပုံကျမ်း, foi compilada em 1978 por solicitação do governo da Birmânia.